# Bellwood (Nebraska)
Bellwood je selo u američkoj saveznoj državi Nebraska. Prema popisu stanovništva iz 2010. u njemu je živjelo 435 stanovnika.